# Gerichtsamt Freiberg
Das Gerichtsamt Freiberg war zwischen 1856 und 1874 die unterste Verwaltungseinheit und von 1856 bis 1879 nach der Abschaffung der Patrimonialgesetzgebung im Königreich Sachsen Eingangsgericht. Es hatte seinen Amtssitz in der Bergstadt Freiberg.

## Geschichte
Unter König Johann von Sachsen erfolgte nach dem Tod von dessen Amtsvorgänger nach dem Vorbild anderer Staaten des Deutschen Bundes die Abschaffung der Patrimonialgesetzgebung. An die Stelle der bisher im Königreich Sachsen in Stadt und Land vorhandenen Gerichte der untersten Instanz traten die zentral gelegenen Bezirksgerichte und Gerichtsämter in nahezu allen größeren Städten. Die Details der Verwaltungsreform regelte das sächsische Gerichtsverfassungsgesetz vom 11. August 1855 und die Verordnung über die Bildung der Gerichtsbezirke vom 2. September 1856.
Stichtag für das Inkrafttreten der neuen Behördenstruktur im Königreich Sachsen war der 1. Oktober 1856. Das Gerichtsamt Freiberg unterstand dem zuständigen Bezirksgericht Freiberg. Freiberg war beispielsweise wie Zwickau gleichzeitig Sitz eines Bezirksgerichts und eines Gerichtsamtes. In solchen Städten standen die Eigenschaften eines Gerichtsamtes für die Rechtspflege innerhalb des Weichbildes der Stadt dem Bezirksgericht zu. Die Polizei und die Polizeigerichtsbarkeit aber stand, mit Ausnahme des Pass- und Fremdenwesens, welches das Gerichtsamt verwaltete, dem Stadtrat zu. Er war zuständig für die gesamte Wohlfahrts-, Sicherheits-, Gewerbe- und Gesindepolizei sowie das städtische Innungswesen. Der Gerichtsbezirk des Gerichtsamtes Freiberg bestand aus Freiberg, Bräunsdorf mit Zechenhäusern, Colmnitz (Ober- und Unter-), Conradsdorf, Crumhennersdorf, Erlicht, Falkenberg, Freibergsdorf, Friedeburg, Großschirma mit Fürstenhof und Churprinz, Halsbach, Halsbrücke mit Hals und Neubau, Herrndorf, Hetzdorf, Hilbersdorf mit den Muldener Schmelzhütten, Hutha, Kleinschirma, Kleinwaltersdorf, Langenrinne, Langhennersdorf, Lichtenberg, Lößnitz, Loßnitz mit Storchenvorwerk, Naundorf mit Sipphäusern und Mühlgut, Niederbobritzsch, Niederschöna, Oberbobritzsch, Oberschaar mit Haida, Oberschöna, Rothenfurth, Sand mit Gründeburg, Seifersdorf, Sohra, Süßenbach, Tuttendorf, Waltersdorf, Wegefarth, Weißenborn, Wüsthetzdorf, Zug (Nieder- und Ober-) sowie dem Loßnitzer Forstrevier.
Nach der Neustrukturierung der Gerichtsorganisation gemäß dem Gesetz über die Organisation der Behörden für die innere Verwaltung vom 21. April 1873 gingen die Verwaltungsbefugnisse der Gerichtsämter 1874 auf die umgestalteten bzw. neu gebildeten Amtshauptmannschaften über.
Seitdem das bisherige königliche Gericht als königliches Gerichtsamt bezeichnet wurde, führte sein Vorstand den Titel Gerichtshauptmann.
Das Gerichtsamt Freiberg wurde im Zuge der Neustrukturierung der sächsischen Gerichtsorganisation gemäß dem Gesetz über die Organisation der Behörden für die innere Verwaltung vom 21. April 1873 Teil der im Jahre 1874 neugeschaffenen Amtshauptmannschaft Freiberg.
Das Gerichtsamt Freiberg wurde 1879 auf Grund des Gesetzes über die Bestimmungen zur Ausführung des Gerichtsverfassungsgesetzes im Deutschen Reich vom 27. Januar 1877 und des Gesetzes über die Zuständigkeit der Gerichte in Sachen der nichtstreitigen Gerichtsbarkeit vom 1. März 1879 durch das neugegründete Amtsgericht Freiberg abgelöst.

## Schriftliche Überlieferung
Die Archivalien des Gerichtsamts Freiberg werden als Bestand 13567 Gerichtsamt Freiberg heute im Sächsischen Staatsarchiv – Hauptstaatsarchiv Dresden verwaltet. Dieser Bestand umfasst 2,6 laufende Meter Archivgut aus den Jahren 1828 bis 1874.